# Stadtteilschule Blankenese
Die Stadtteilschule Blankenese ist eine städtische Schule in der Freien und Hansestadt Hamburg. Sie ist in dem zum Hamburger Bezirk Altona gehörenden Stadtteil Blankenese gelegen. Ihr inhaltlicher Schwerpunkt liegt im Bereich der ästhetischen Bildung – Musik, Kunst und Darstellendes Spiel.

## Geschichte
Die Gesamtschule Blankenese ging 1990 aus der Haupt- und Realschule Dockenhuden hervor. Seit August 2010 ist sie eine Stadtteilschule und trägt den heutigen Namen.
Im November 2023 kam es zu Amokalarm und einem größeren Polizeieinsatz an der Schule, da eine Lehrerin von zwei Schülern mit einer Schusswaffe bedroht wurde. Vier 12- bis 14-Jährige Schüler wurden vorläufig festgenommen. Es gab einen Zusammenhang mit einer ähnlichen Tat an einer Schule in Hamburg-Bahrenfeld.

## Gebäude
Die Häuser A bis D stammen aus den 60er Jahren, andere Gebäude wurden in den 90er und 2000er Jahren errichtet. Mitte der 2010er Jahre entstand ein Erweiterungsbau eines Schulgebäudes mit Klassenhaus, Ganztagsbereich, Mensa und Fachräumen. Dabei strukturiert flügelartige Gestaltung des Erdgeschosses das Schulgelände neu und schafft eine differenzierte Hof- und Eingangssituation.

## Bekannte Schüler
- Dirk Niebel, deutscher Politiker (FDP)